# Serpusia inflata
Serpusia inflata är en insektsart som beskrevs av Willy Adolf Theodor Ramme 1929. Serpusia inflata ingår i släktet Serpusia och familjen gräshoppor. Inga underarter finns listade i Catalogue of Life.